# Il vento è cambiato
Il vento è cambiato (The Winds of Change and Other Stories) è un'antologia di racconti fantascientifici del 1983 dello scrittore statunitense Isaac Asimov. L'opera è stata pubblicata in Italia il 23 dicembre 1984 nella collana fantascientifica Urania n. 986.
L'edizione italiana è seguita da un saggio dello stesso Asimov intitolato Il braccio del gigante (Arm of the Giant, 1983); mancano inoltre i racconti About Nothing, A Perfect Fit, Death of a Foy e Sure Thing, inclusi in altri volumi dedicati ad Asimov. 

## Elenco dei racconti
- Persuasione (Belief, 1953)
- Thespis (Fair Exchange?, 1979)
- Per gli uccelli (For the Birds, 1980)
- Trovati (Found!, 1978)
- Buon gusto (Good Taste, 1976)
- Al principio (How It Happened, 1978)
- Le idee sono dure a morire (Ideas Die Hard, 1957)
- Punto di accensione (Ignition Point!, 1981)
- Pets (It is Coming, 1978)
- L'ultima risposta (The Last Answer, 1980)
- L'ultima navetta (The Last Shuttle, 1981)
- Una questione di memoria (Lest We Remember, 1982)
- Niente per niente (Nothing for Nothing, 1979)
- Microdemone A (One Night of Song, 1982)
- Microdemone B (The Smile that Loses, 1982)
- Sabotatore terrestre (To Tell at a Glance, 1976)
- Il vento è cambiato (The Winds of Change, 1982)

## Edizioni
- Isaac Asimov, The Winds of Change and Other Stories, 1983.
- Isaac Asimov, Il vento è cambiato, traduzione di Giuseppe Lippi, collana Urania n° 986, Arnoldo Mondadori Editore, 1984,  p. 222.